# Bilardówka

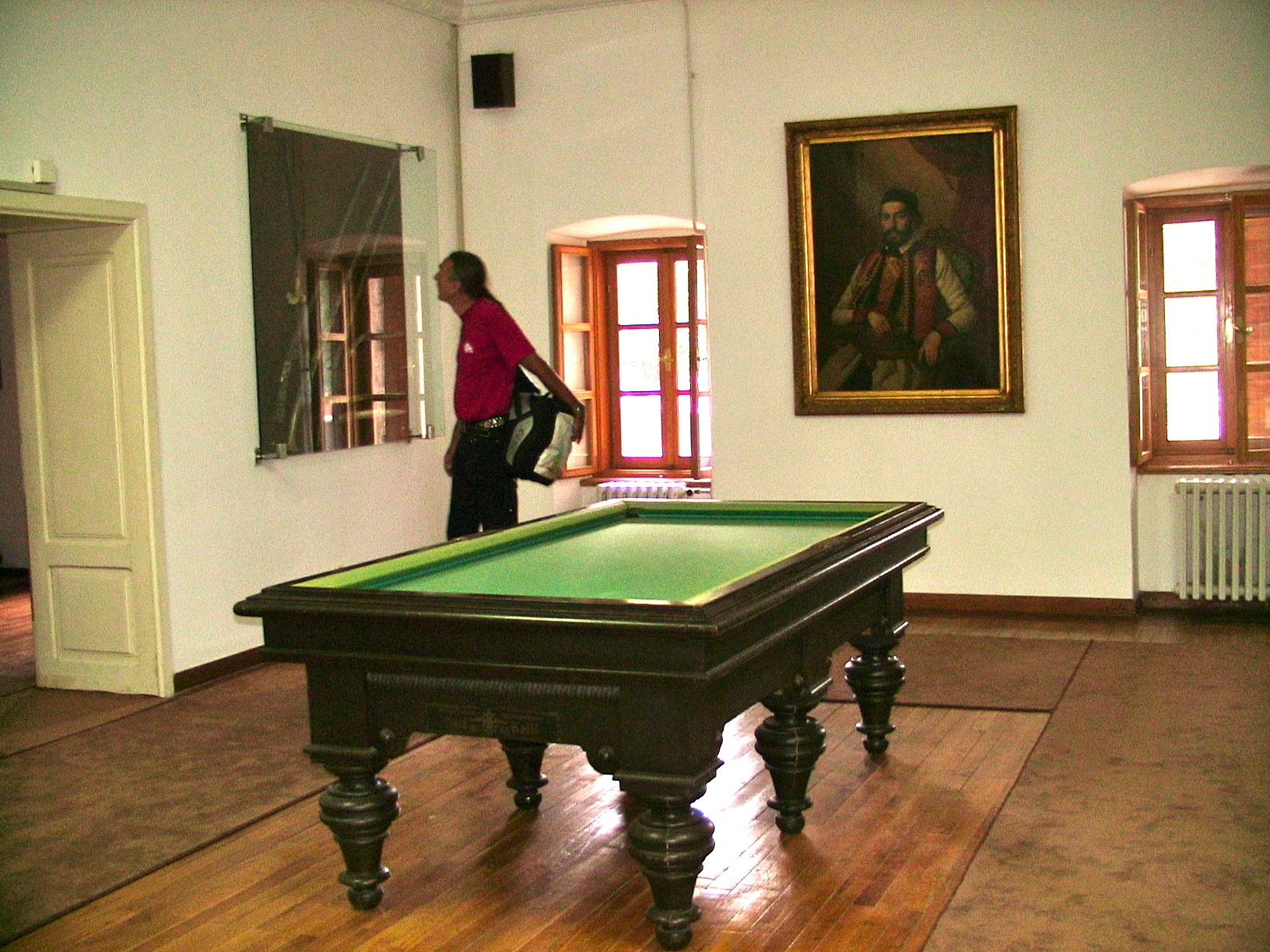
Pomieszczenie do gry w bilard, od którego pochodziła nazwa pałacu. Na ścianie portret Piotra II Petrowicia-Niegosza

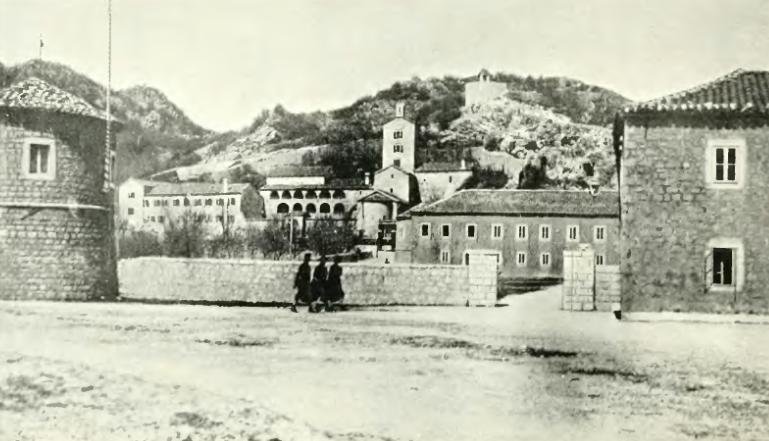
Widok części zabudowań Bilardówki i monasteru w Cetyni

Pałac Piotra II "Bilardówka" (serb. Biljarda) – rezydencja władyki Czarnogóry Piotra II Petrowicia-Niegosza, a następnie świeckich władców tego kraju, wzniesiona w 1838 w Cetyni.
Siedzibą władyków Czarnogóry od 1701 był monaster Narodzenia Matki Bożej w Cetyni, odbudowany przez władykę Daniela I. Nowa rezydencja została wzniesiona z inicjatywy Piotra II Petrowicia-Niegosza w bezpośrednim sąsiedztwie klasztoru, w 1838. Autorem projektu budynku był Rosjanin Jakow Ozierieckowski (Rosja znacząco wsparła finansowo inwestycję). Początkowo obiekt określany był jako Nowy Dom (serb. Nova kuća), jednak szybko utrwaliła się potoczna nazwa Bilardówka, pochodząca od sali gry w bilard, rozmieszczonej w obiekcie na polecenie władyki. 
Według pierwotnego projektu Bilardówka naśladowała w swoim wyglądzie średniowieczne zamki obronne. Jest to budynek dwukondygnacyjny, wzniesiony na planie prostokąta, otoczony murem z basztami w narożnikach i kryty ołowianym dachem. Łączne wymiary obiektu wynoszą 70 m długości i 25 m wysokości. Wnętrze budynku było podzielone na prywatne pomieszczenia władyki, prowadzoną przez niego drukarnię oraz sale posiedzeń Senatu, pomieszczenia administracyjne oraz pokoje gościnne. Z polecenia Piotra II w Bilardówce znalazło się również gimnazjum, seminarium duchowne oraz instytut dla dziewcząt.
Pałac pełnił nadal funkcje rezydencji władców Czarnogóry za rządów Daniela II Petrowicia-Niegosza oraz Mikołaja I. Z inicjatywy Daniela I została zburzona południowo-zachodnia baszta obiektu, którą zastąpiono budynkiem mieszkalnym. Kolejne znaczące zmiany w wyglądzie kompleksu zaszły w pierwszym dziesięcioleciu XX wieku, gdy w sąsiedztwie południowego skrzydła wzniesiono budynek wojskowy, burząc kolejną z baszt. W 1910, w celu otwarcia widoku na monaster Narodzenia Matki Bożej, wyburzono dwie ostatnie wieże oraz mur zewnętrzny pałacu. W tym okresie obiekt był już w pełni zaadaptowany na funkcje administracyjne (ministerstwo); w okresie międzywojennym był własnością wojska.
W 1951, w związku z setną rocznicą śmierci Piotra II Petrowicia-Niegosza, Bilardówce przywrócony został pierwotny wygląd. Zrezygnowano jedynie z rekonstrukcji południowej części muru zewnętrznego, by nie usuwać rozmieszczonych na jego miejscu nowszych budynków. W tym samym roku w pałacu urządzono muzeum Piotra II oraz muzeum etnograficzne.
W 1979, po remoncie, w czasie którego usunięto skutki trzęsienia ziemi, muzeum zostało zreorganizowane i od tego czasu eksponuje wyłącznie obiekty związane z Piotrem II, w tym bibliotekę władyków Czarnogóry gromadzoną przez niego oraz przez jego poprzednika Piotra I Petrowicia-Niegosza. Na wystawie znajduje się m.in. stół bilardowy Piotra II, jego szaty duchowne, gęśle, przybory do pisania oraz rękopis jego najsłynniejszego utworu literackiego, Górskiego wieńca. Muzeum w Bilardówce jest częścią Muzeum Narodowego Czarnogóry.